# Choi Seung-ja
Choi Seung-ja (hangeul: 최승자, Chungcheongnam-do, 1952) es una poetisa surcoreana.
Estudió filología alemana en la Universidad de Corea, pero no terminó. Ha trabajado también como traductora de alemán y publicó sus primeros poemas en la revista Munhakgwa jiseong en 1979. 

## Obra
- <이 시대의 사랑>, 1981
- <즐거운 일기>, 1984
- <기억의 집>, 1989
- <내 무덤, 푸르고>,1993
- <연인들>,  1999
- <쓸쓸해서 머나먼>, 2010
- <물 위에 씌어진>, 2011
- <빈 배처럼 텅 비어>, 2016